# Кленова вулиця (Харків)
Кленова вулиця — вулиця у Харкові, у Шевченківському районі, в історичній місцевості Шатилівка. Прямує від Європейської вулиці на північ, в бік Саржиного Яру. Виникла на початку 1950-х років.

## Розташування
Вулиця починається Т-подібним перехрестям з Європейською вулицею. Прямує на північ, перетинає вулицю Дмитра Антоненка й закінчується глухим кутом в приватному секторі біля Саржиного Яру.
Має асфальтове покриття. Забудована приватними житловими будинками.

## Історія
Вулиця заснована у 1950-х роках. Присутня в списку вулиць 1954 року.